# Варваринський (Бурятія)
Варваринський (рос. Варваринский) — селище Баунтовського евенкійського району, Бурятії Росії. Входить до складу Сільського поселення Вітімканське.
Населення — 162 особи (2015 рік).